# Chacrise
Chacrise is een gemeente in het Franse departement Aisne (regio Hauts-de-France) en telt 312 inwoners (2004). De plaats maakt deel uit van het arrondissement Soissons.

## Geografie
De oppervlakte van Chacrise bedraagt 12,8 km², de bevolkingsdichtheid is 24,4 inwoners per km².
De onderstaande kaart toont de ligging van Chacrise met de belangrijkste infrastructuur en aangrenzende gemeenten.

## Demografie
Onderstaande figuur toont het verloop van het inwonertal (bron: INSEE-tellingen).
Vanwege een beveiligingsprobleem met de MediaWiki Graph-software is het momenteel niet mogelijk deze grafiek weer te geven. Zodra de software is bijgewerkt zal de grafiek vanzelf weer zichtbaar worden.